# Mirco Garrone
Mirco Garrone (Roma, 9 agosto 1956) è un montatore italiano.

## Biografia
Quinto di sei figli, si diploma nel 1980 all'Istituto di Stato per la Cinematografia e Televisione in qualità di montatore cinematografico.
Inizia la sua attività di montaggio come aiuto montatore e successivamente come assistente al montaggio per registi come Giuliano Montaldo, Marco Tullio Giordana, Salvatore Piscicelli, Marco Bellocchio ed altri.
Il suo esordio come montatore per il cinema avviene con l'Enrico IV di Marco Bellocchio.
È stato più volte candidato al Premio David di Donatello come Miglior Montatore. Nel 2007 vince Davide di Donatello Nastro D'argento e il "Ciak D'oro" per il montaggio del film Mio fratello è figlio unico per la regia di Daniele Luchetti.

## Filmografia
- Frammenti anni trenta, regia di N. De Rinaldo (1982)
- Il generale dell'armata morta, regia di L. Tovoli (1983)
- Enrico IV, regia di Marco Bellocchio (1984)
- Bianca, regia di Nanni Moretti (1984)
- La bomba, regia di G. Campiotti (1985)
- Azzurri, regia di E. Masciari (1985)
- La messa è finita, regia di Nanni Moretti (1985)
- Diavolo in corpo, regia di Marco Bellocchio (1985)
- Il dramma della memoria, regia di A. Fersen (1986)
- Tre giorni ai tropici, regia di T. Dazzi (1986)
- Diario di un italiano alla corrida in Francia, regia di Marco Bellocchio (1986)
- La visione del sabba, regia di Marco Bellocchio (1987)
- Notte italiana, regia di Carlo Mazzacurati (1987)
- Una casa in bilico, regia di A. De Lillo - G. Magliulo (1987)
- Love Dream, regia di Charles Finch (1988)
- Lusitania, regia di Carlo Mazzacurati (1989)
- Palombella rossa, regia di Nanni Moretti (1989)
- Il prete bello, regia di Carlo Mazzacurati (1989), anche sceneggiatura
- La condanna, regia di Marco Bellocchio (1990)
- Il portaborse, regia di Daniele Luchetti (1991)
- Il nodo alla cravatta, regia di A. De Robilant (1991)
- Il senso della vertigine, regia di Paolo Bologna (1991)
- Amami, regia di B. Colella (1992)
- Agosto, regia di M. Spano (1992)
- Arriva la bufera, regia di Daniele Luchetti (1992)
- Un'altra vita, regia di Carlo Mazzacurati (1992)
- Un bacio non uccide, regia di M. Semprebe (1994)
- Caro diario, regia di Nanni Moretti (1994)
- Il toro, regia di Carlo Mazzacurati (1994)
- La scuola, regia di Daniele Luchetti (1995)
- I laureati, regia di Leonardo Pieraccioni (1995)
- Vesna va veloce, regia di Carlo Mazzacurati (1996)
- Hotel Paura, regia di R. De Maria (1996)
- Il ciclone, regia di Leonardo Pieraccioni (1997)
- L'albero dei destini sospesi, regia di R. Benachid (1997)
- Lucignolo, regia di Massimo Ceccherini (1998)
- Voglio stare sotto al letto, regia di B. Colella (1998)
- Il pesce innamorato, regia di Leonardo Pieraccioni (1999)
- Ogni lasciato è perso, regia di Piero Chiambretti (2000)
- I Diari della Sacher: l'implacabile tenente Rossi, regia di F. Calogero (2002)
- Andata e ritorno, regia di A.Paci (2003)
- Tra due mondi, regia di Fabio Conversi (2003)
- Al cuore si comanda, regia di G.Morricone (2003)
- Il sorriso dell'ultima notte, regia di R. Cappuccio (2007)
- Mio fratello è figlio unico, regia di Daniele Luchetti (2007)
- Farfallina - cortometraggio, regia di Karin Proia (2008)
- Il mercante di stoffe, regia di A. Baiocco (2009)
- Di me cosa ne sai, regia di V. Jalongo (2010)
- La nostra vita, regia di Daniele Luchetti (2010)
- La scuola è finita, regia di V. Jalongo (2010)
- Anni felici, regia di Daniele Luchetti (2013)
- Seconda primavera, regia di Francesco Calogero (2014)
- Pizza e datteri, regia di Fariborz Kamkari (2014)                                                                                                                                                                                                                               Papa Francesco regia di Daniele Luchetti
- Maria per Roma, regia di Karen Di Porto (2016)
- Una gita a Roma, regia di Karin Proia (2016)                                                                                                                                                                                                                                                                                                                                                                                                                                                                  My Italy regia di Bruno Colella
- Io sono Tempesta, regia di Daniele Luchetti (2018)

## Riconoscimenti
- 1990 - Ciak d'oro
  - Candidatura a migliore montaggio per Palombella rossa
- 1991 - David di Donatello
  - Candidatura Miglior montatore per Il portaborse
- 1992 - Platea d'Oro
  - Miglior montatore per Il portaborse
- 1994 - David di Donatello
  - Candidatura miglior montatore per Caro diario
- 1997 - David di Donatello
  - Candidatura miglior montatore per Il ciclone
- 2007 - David di Donatello
  - Miglior montatore per Mio fratello è figlio unico
- 2007 - Ciak d'oro
  - Miglior montatore per Mio fratello è figlio unico[1]
- 2008 - Nastro d'argento
  - Miglior montatore per Mio fratello è figlio unico
- 2010 - Premio Fice Mantova
  - Montatore dell'anno